# La Tribuna (Chili)
Pour les articles homonymes, voir La Tribuna.
La Tribuna est un quotidien chilien édité dans la ville de Los Ángeles.
Il est membre de l'Asociación Nacional de la Prensa (es) et est en circulation du lundi au samedi (excepté jours fériés).

## Histoire
Le premier numéro de La Tribuna est paru le 27 juin 1958, bien que plusieurs numéros avaient été publiés à partir du 6 juin de cette même année, afin de tester le support avant son lancement officiel.
Le journal a été fondé par Domingo Contreras Quintana et son premier directeur a été Mario González Rosas.
En 1959, le journal a subi un incendie dans ses bureaux de l'avenue Ricardo Vicuña qui les a détruits complètement. En février 1963, un nouvel incendie détruit ses installations et grâce à l'aide de Radio Agricultura (es), le journal a pu continuer à informer les habitants de Los Ángeles.
En 1981, le journal a acquis une imprimante offset et en 1997 elle a commencé à imprimer en couleur.
En 2004, La Tribuna a inauguré son site Internet, diariolatribuna.cl.